# ケル・アム・ゼー
ケル・アム・ゼー (独: Kell am See) はドイツ連邦共和国 ラインラント＝プファルツ州トリーア＝ザールブルク郡の町村。また、ケル・アム・ゼー連合自治体 (独: Verbandsgemeinde Kell am See) の行政庁所在地となっている。
フンスリュック山地、トリーアの南東約20kmに位置する。